# テレーゼ・フォン・ナッサウ
テレーゼ・フォン・ナッサウ＝ヴァイルブルク（Therese von Nassau-Weilburg, 1815年4月17日 - 1871年12月8日）は、ドイツのナッサウ公ヴィルヘルムの娘で、オルデンブルク公子ピョートル・ゲオルギエヴィチの妃。

## 生涯
ナッサウ＝ヴァイルブルク侯（1816年よりナッサウ公）ヴィルヘルムとその最初の妻でザクセン＝ヒルトブルクハウゼン公フリードリヒの娘であるルイーゼの間の次女として生まれた。全名はテレーゼ・ヴィルヘルミーネ・フリーデリケ・イザベレ・シャルロッテ（Therese Wilhelmine Friederike Isabelle Charlotte）。
1837年にビーブリッヒにおいて、オルデンブルク大公家の公子でロシア皇帝パーヴェル1世の外孫であるピョートルと結婚した。夫妻はロシア貴族として生涯を送り、間に8人の子女をもうけた。
1871年にプラハで亡くなった。

## 子女
- アレクサンドラ（1838年 - 1900年） - 皇帝ニコライ1世の三男ニコライ・ニコラエヴィチ大公と結婚し、息子を2人もうける
- ニコライ（ロシア語版）（1840年 - 1886年） - マリヤ・ブラツェルと貴賤結婚し、オステルンブルク伯爵家の始祖となる
- ツェツィーリヤ（1842年 - 1843年）
- アレクサンドル（英語版）（1844年 - 1932年） - ロイヒテンベルク公女エフゲニヤ・マクシミリアノヴナ（ニコライ1世の外孫）と結婚
- エカテリーナ（1846年 - 1866年）
- ゲオルギー（1848年 - 1871年）
- コンスタンチン（ロシア語版）（1850年 - 1906年） - アグリッピナ・ジャパリジェ公爵令嬢と貴賤結婚し、ツァルケナウ伯爵家の始祖となる
- テレーザ（1852年 - 1883年） - 第6代ロイヒテンベルク公ゲオルギー・マクシミリアノヴィチ（ニコライ1世の外孫）と結婚